# Miki Núñez
Miguel "Miki" Núñez Pozo (født 6. januar 1996 i Terrassa) er en spansk sanger, der repræsenterede Spanien ved Eurovision Song Contest 2019 i Tel Aviv, Israel med sangen "La Venda". og fik en 22. plads med 54 point, 1 point fra juryerne og 53 point fra seerne.